# Demänováer Freiheitshöhle
Die Demänovská jaskyňa Slobody (deutsch: Demänováer Freiheitshöhle, auch Demänováer Tropfsteinhöhle genannt) ist eine Schauhöhle auf dem Gebiet der slowakischen Gemeinde Demänovská Dolina in der Niederen Tatra. Die Höhle gehört – wie auch die Demänovská ľadová jaskyňa – zum Demänová-Höhlensystem. Die Demänovská jaskyňa Slobody ist ein Nationales Naturdenkmal der Slowakischen Republik.

## Lage
Die Demänovská jaskyňa Slobody liegt am Nordhang der Niederen Tatra im gleichnamigen Nationalpark. Administratorisch befindet sie sich in der Gemeinde Demänovská dolina, im Okres Liptovský Mikuláš, im Žilinský kraj in der Slowakei. Nahe gelegen ist auch das viel besuchte Skigebiet Jasná am Fuße des Chopok, des zweithöchsten Berges der Niederen Tatra. Der Eingang zur Höhle befindet sich in dem kleinen Tal Točište auf 870 m.ü.NN. Die Höhle liegt an der Straße Nr. 584 von Liptovský Mikuláš in Richtung des Skigebietes Jasná. Sie ist – bis auf den Monat November – ganzjährig geöffnet. Die Besichtigungstour ist 1145 m oder 2150 m lang und dauert 60 bzw. 100 Minuten.

## Entstehung und Entdeckung
Die Demänovská jaskyňa Slobody entstand durch den Verlauf des Demänovka-Baches im Kalkstein der mittleren Trias. Der Fluss durchquert auch heute noch die Höhle. Des Weiteren besteht die Höhle aus vier Entwicklungsetagen, in die vier steile Seitenverzweigungen münden.
Im Wesentlichen wurde die Höhle im Jahre 1921 von A. Král, A. Mišura und ihren Helfern erschlossen. Schon drei Jahre später wurde ein Teil der Öffentlichkeit zugänglich gemacht; der obere Abschnitt folgte in den Jahren 1931 bis 1933.
Nach dem Zweiten Weltkrieg wurde begonnen, die Verbindungen der Demänovská jaskyňa Slobody im Demänová-Höhlensystem zu erforschen. 1951 fand man eine Verbindung zur Höhle Pustá jaskyňa, 1983 gelang es Forschern durch Speläo-Tauchen, eine Verbindung zur Höhle Vyvieranie nachzuweisen. Schlussendlich wurde zur Jahreswende 1986/1987 nach mehreren erfolglosen Versuchen die Begehung der natürlichen Verbindung zur Demänovská jaskyňa mieru (deutsch: Höhle des Friedens) erreicht.

## Sehenswürdigkeiten und Besonderheiten
In der Höhle sind besonders viele Tropfsteingebilde vorhanden. Außer den in anderen Höhlen vorherrschenden weißen Tropfsteinen können in der Demänováer Tropfsteinhöhle auch solche mit gelber, rosa oder roter Färbung angetroffen werden. Alle Tropfsteine sind noch im Wachstum, was eine Seltenheit ist. Die Höhle ist sehr reich an unterschiedlichen Sinterbildungen; einzigartig hierbei sind die Sinterrosen. Weiterhin existieren Sintergardinen und sehr vielfältig gewachsene Stalaktiten und Stalagmiten.
Ein Teil der Höhle wurde nach dem slowakischen Volkshelden Juraj Jánošík als Jánošíkov dóm bezeichnet. Eine Besonderheit sind die seit 1993 angebotenen speläoklimatischen Kuren.

## Fauna
Schon in früheren Zeiten war die Höhle von Tieren bewohnt. Hiervon zeugen Knochenfunde des Höhlenbären (Ursus spelaeus) im Medvedia chodba (Bärengang).
Heute leben vier Fledermausarten in der Höhle, unter ihnen das Große Mausohr (Myotis myotis) und die Kleine Hufeisennase (Rhinolophus hipposideros).